# Йоганн Карл Гехлер
Йоганн Карл Гехлер (нім. Johann Carl Gehler; 17 травня 1732 – 6 травня 1796) – німецький лікар, анатом і мінералог.

## Біографія
Йоганн Карл Гехлер народився 17 травня 1732 року в містечку Герліц. Він вивчав медицину в Лейпцигу як учень лікаря і ботаніка Крістіана Готліба Людвіга (1709–1773) і здобув там докторський ступінь в 1758 році. Крім своїх медичних досліджень, він рано зацікавився мінералогією і вже в 1757 році опублікував роботу на цю тему («De characteribus fossilium externis»). Здобувши докторський ступінь, він спочатку вирушив до Фрайберга, щоб продовжити свої мінералогічні дослідження. Після цього наукова подорож привела його через Німеччину і Швейцарію, поки він не взяв уроки акушерства у Йоганна Якоба Фріда (1689–1769) в Страсбурзі.
Після повернення у Фрайберг він здобув ступінь викладача мінералогії і прочитав перші мінералогічні лекції в Лейпцизькому університеті. Одночасно він вів практику акушерства і в 1759 році був призначений міським акушером. У 1762 році  був призначений професором екстраординарії ботаніки, в 1773 році зайняв кафедру фізіології, в 1780 році анатомію і хірургію, а в 1789 році став професором практичної медицини. Гехлер був ректором Лейпцизького університету в зимовому семестрі 1790 року.
Серед його учнів був мінералог Авраам Ґотлоб Вернер.